# راگو
راگو یک سس گوشت مبنا است که اغلب با پاستا دمای سرو می‌شود. راگو دارای ریشه ایتالیایی است.